# Liste des résolutions du Conseil de sécurité des Nations unies sur la Colombie
Cet article dresse une liste des résolutions du Conseil de sécurité des Nations unies concernant la Colombie.

## Colombie
La Colombie, en forme longue la république de Colombie (en espagnol espagnol : Colombia et espagnol : República de Colombia  audio) est une république constitutionnelle unitaire.
La Colombie est membre fondateur de l'organisation des Nations unies.
- Résolution 2261 : Lettres identiques datées du 19 janvier 2016, adressées au secrétaire général et au président du Conseil de sécurité par la représentante permanente de la Colombie auprès de l’Organisation des Nations unies (adoptée le 25 janvier 2016).
- Résolution 2307 : Lettres identiques datées du 19 janvier 2016, adressées au secrétaire général et au président du Conseil de sécurité par la représentante permanente de la Colombie auprès de l’Organisation des Nations unies (S/2016/53) (adoptée le 13 septembre 2016).
- Résolution 2366 : Lettres identiques datées du 19 janvier 2016, adressées au secrétaire général et au président du Conseil de sécurité par la représentante permanente de la Colombie auprès de l'Organisation des Nations unies (S/2016/53) (adoptée le 10 juillet 2017)
- Résolution 2377 : Lettres identiques datées du 19 janvier 2016, adressées au secrétaire général et au président du Conseil de sécurité par la représentante permanente de la Colombie auprès de l'Organisation des Nations unies (S/2016/53) (adoptée le 14 septembre 2017)
- Résolution 2381 : Lettres identiques datées du 19 janvier 2016, adressées au secrétaire général et au président du Conseil de sécurité par la représentante permanente de la Colombie auprès de l'Organisation des Nations unies (S/2016/53) (adoptée le 5 octobre 2017)
- Résolution 2435 : Lettres identiques datées du 19 janvier 2016, adressées au secrétaire général et au président du Conseil de sécurité par la représentante permanente de la Colombie auprès de l'Organisation des Nations unies (S/2016/53) (adoptée le 14 septembre 2018)
- Résolution 2487 : Lettres identiques datées du 19 janvier 2016, adressées au secrétaire général et au président du Conseil de sécurité par la représentante permanente de la Colombie auprès de l'Organisation des Nations unies (S/2016/53) (adoptée le 12 septembre 2019)
- Résolution 2545 : Lettre de la Colombie auprès de l'ONU (adoptée le 25 septembre 2020)
- Résolution 2574 : Lettres identiques datées du 19 janvier 2016, adressées au secrétaire général et au président du Conseil de sécurité par la représentante permanente de la Colombie auprès de l’Organisation des Nations unies (S/2016/53). Lettre du président du Conseil sur le résultat du vote (S/2021/449) et les détails du vote (S/2021/457) (adoptée le 11 mai 2021)
- Résolution 2655 : Lettres identiques datées du 19 janvier 2016, adressées au secrétaire général et au président du Conseil de sécurité par la représentante permanente de la Colombie auprès de l’Organisation des Nations unies (S/2016/53) (adoptée le 27 octobre 2022)
- Résolution 2673 : Lettres identiques datées du 19 janvier 2016, adressées au secrétaire général et au président du Conseil de sécurité par la Représentante permanente de la Colombie auprès de l’Organisation des Nations unies (S/2016/53) (adoptée le 11 janvier 2023)
- Résolution 2694 : Lettres identiques datées du 19 janvier 2016, adressées au Secrétaire général et au Président du Conseil de sécurité par la Représentante permanente de la Colombie auprès de l’Organisation des Nations unies (S/2016/53) (adoptée le 2 août 2023)
- Résolution 2704 : Lettres identiques datées du 19 janvier 2016, adressées au Secrétaire général et au Président du Conseil de sécurité par la Représentante permanente de la Colombie auprès de l’Organisation des Nations unies (S/2016/53) (adoptée le 30 octobre 2023)